# Stazione di Shankill
La stazione di Shankill (in irlandese Stáisiún Sheanchill), è una stazione ferroviaria che fornisce servizio a Shankill, paesino a sud di Dublino, capitale dell'Irlanda. Vi passano due linee. Una è la Trans-Dublin della DART, la metropolitana elettrica e in superficie di Dublino, l'altra è il Commuter, anche se in questo caso solo nelle ore di punta.

## Servizi
- Servizi igienici
- Biglietteria a sportello
- Biglietteria self-service
- Distribuzione automatica cibi e bevande